# Ideogram (sculptuur)

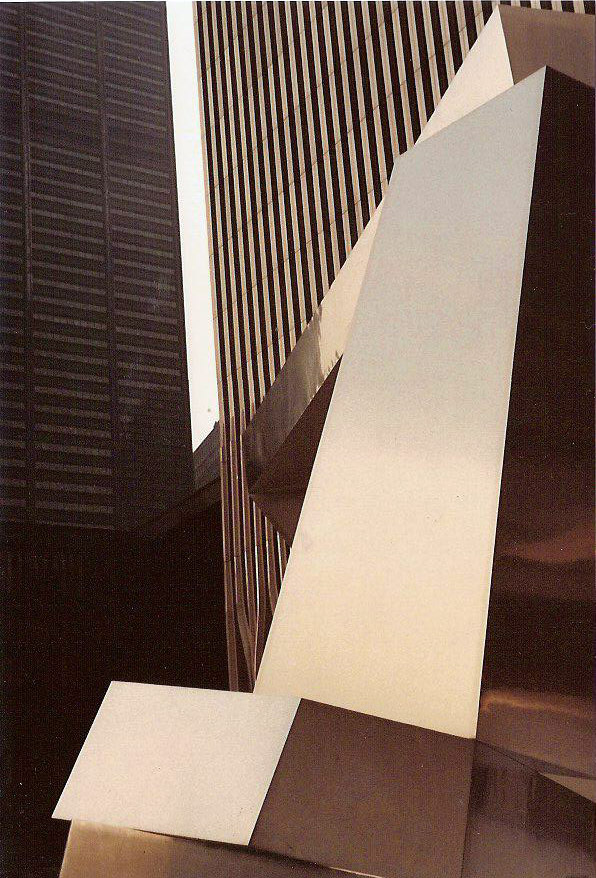
Ideogram, 7.2 m × 5.9 m × 8.7 m

Ideogram was een inox sculptuur van de Amerikaanse beeldhouwer James Rosati, gemaakt in 1972. De sculptuur bestond uit kruisende stalen balken met reflecterende oppervlakken, die specifiek uit inox waren vervaardigd, en stond bij het toenmalige World Trade Center.  

## Beschrijving
Ideogram stond jarenlang (1972–2001) voor het Marriott World Trade Center (dat pas gereed was in 1981) te Lower Manhattan, New York op het Austin J. Tobin Plaza tussen de beroemde Twin Towers, tot de aanslagen op 11 september 2001. Ideogram was het dichtst bij de South Tower van het World Trade Center gelocaliseerd en ging verloren wegens zware beschadiging na de instorting van de torens. Hoewel het de instortingen kan hebben overleefd, was het staal niet meer te onderscheiden van het puin. Daarom werd Ideogram samen met het andere puin verwijderd.
Het werk zou het meest gefotografeerde kunstwerk in het oude WTC-complex zijn geweest. Ideogram was ook te zien in veel mode-advertenties.

## Afbeeldingen

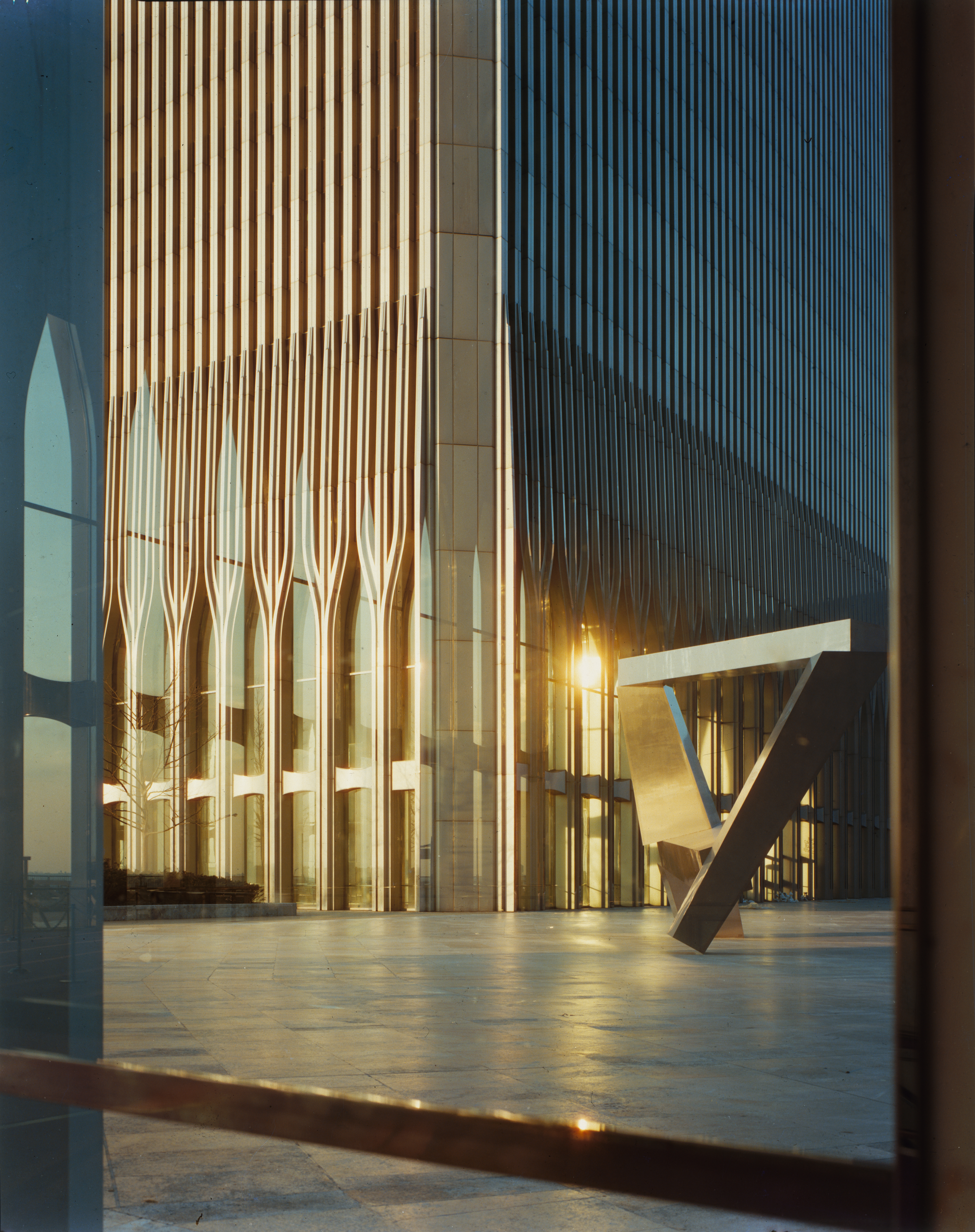
Ideogram met het One World Trade Center (North Tower), gezien vanuit het Two World Trade Center (South Tower), 1976
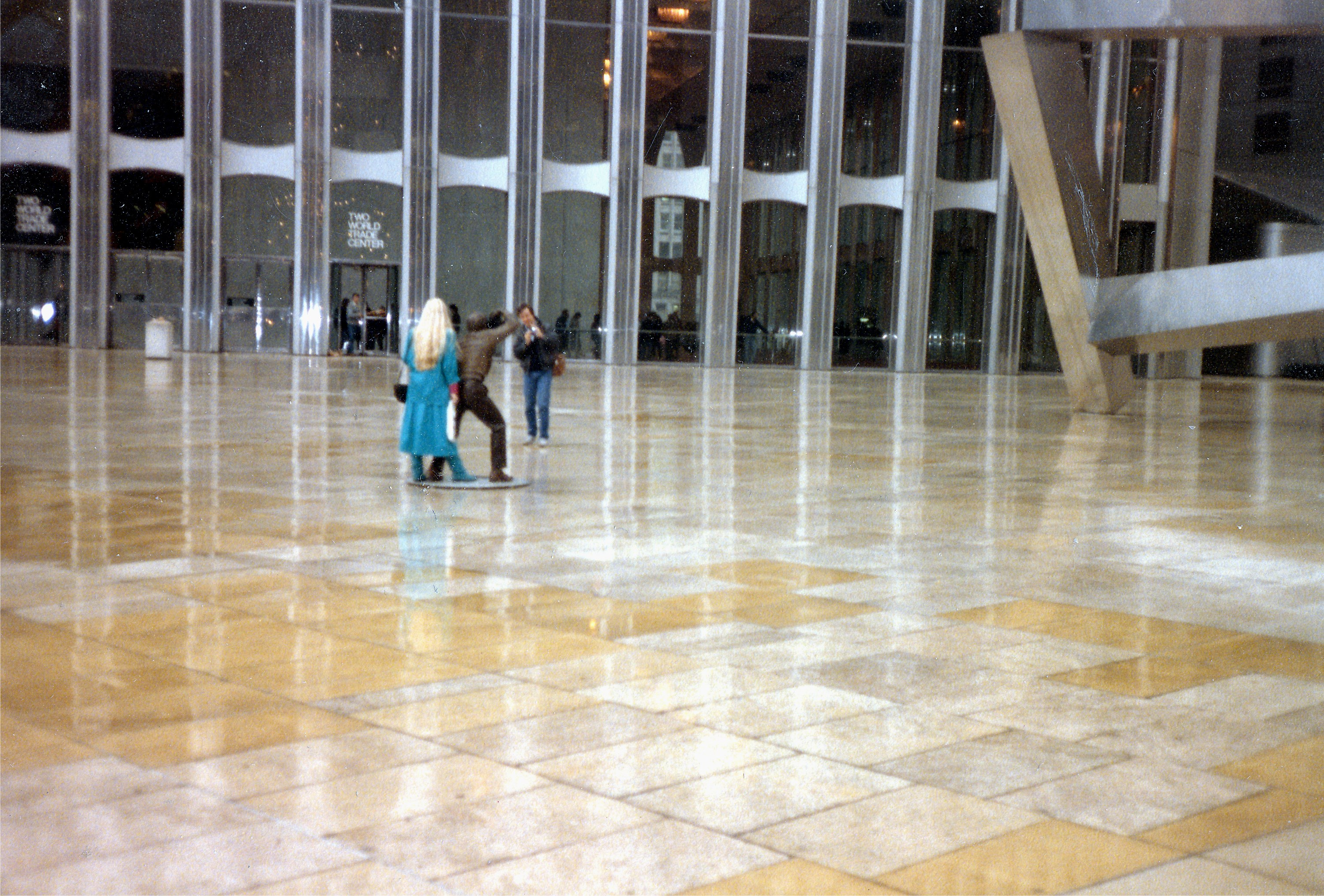
Austin J. Tobin Plaza; toeristen bij Ideogram, met lobby South Tower, 1985
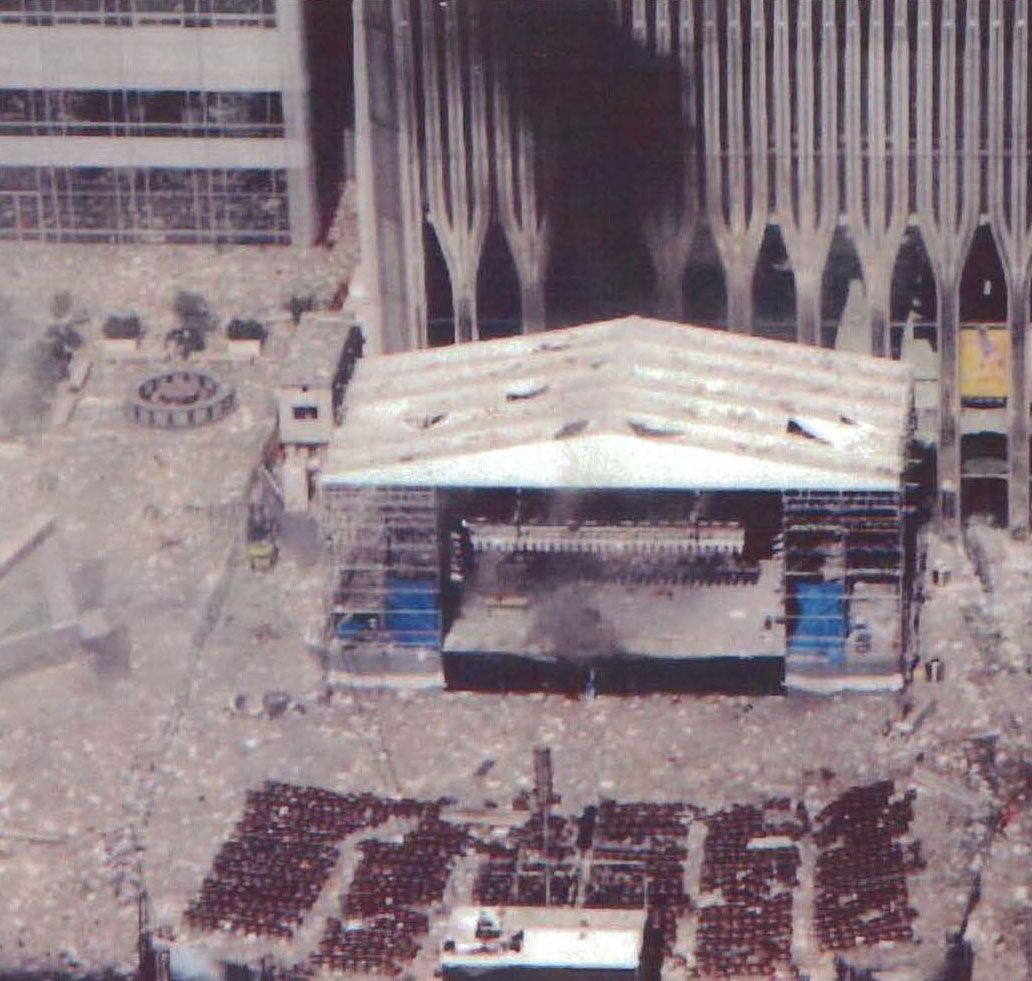
Laatste momenten Ideogram (uiterst links) op 11 september 2001 voor de instorting van de Twin Towers; WAARSCHUWING: verontrustende inhoud